# Viçosa (Alagoas)
Viçosa est une municipalité brésilienne dans l'État de l'Alagoas.